# Ligueil
Ligueil é uma comuna francesa na região administrativa do Centro, no departamento Indre-et-Loire. Estende-se por uma área de 29,74 km². Em 2010 a comuna tinha 2 192 habitantes (densidade: 73,7 hab./km²).